# Хронологія поширення COVID-19 (серпень 2022)
Стаття описує поширення коронавірусу тяжкого гострого респіраторного синдрому-2, що спричинив спалах коронавірусної хвороби 2019, у серпні 2022 року. Уперше хвороба була зареєстрована в місті Ухань у КНР у грудні 2019 року.

## Хронологія пандемії

### 1 серпня
- Малайзія повідомила про 3213 нових випадків хвороби, загальна кількість випадків зросла до 4683266. Зареєстровано 3847 одужань, загальна кількість одужань зросла до 4602625. Повідомлено про 8 нових смертей, кількість померлих зросла до 35977.[1]
- Нова Зеландія повідомила про 5581 новий випадок хвороби, загальна кількість випадків зросла до 1621916. Зареєстровано 7015 одужань, загальна кількість одужань зросла до 1569316. Кількість померлих залишилася на рівні 1502.[2]
- Північна Корея не повідомила про нові випадки хвороби, загальна кількість випадків залишилась на рівні 4772813.[3]
- Сінгапур повідомив про 4709 нових випадків хвороби, загальна кількість випадків зросла до 1718765. Повідомлено про 2 нові смерті разом із 18 підтвердженими смертями з 2021 року, що збільшило кількість померлих до 1520.[4]

### 2 серпня
- Японія повідомила про 211058 нових випадків хвороби за добу, кількість випадків перевищила 13 мільйонів, та зросла до 13129058.[5]
- Малайзія повідомила про 4 204 нових випадки хвороби, загальна кількість випадків зросла до 4687470. Зареєстровано 4582 одужання, загальна кількість одужань до 4607207. Зареєстровано 8 смертей, кількість померлих зросла до 35985.[6]
- Нова Зеландія повідомила про 7388 нових випадків хвороби, загальна кількість зросла до 1629298. Зареєстровано 9631 видужання, загальна кількість одужань зросла до 1578947. Зареєстровано 61 смерть, кількість померлих зросла до 1563 осіб.[7]
- Північна Корея не повідомила про нові випадки хвороби, загальна кількість випадків залишилась на рівні 4772813.[8]
- Сінгапур повідомив про 10230 нових випадків, загальна кількість випадків зросла до 1728995. Повідомлено про 4 нові смерті, внаслідок чого кількість померлих зросла до 1524 осіб.[9]
- Південна Корея повідомила про 115311 нових випадків хвороби, перевищивши поріг у 20 мільйонів випадків, загальна кількість випадків зросла до 20047750.[5]

### 3 серпня
Щотижневий звіт ВООЗ:
- У Німеччині перевищено поріг у 31 мільйон випадків COVID-19.[11]
- Японія повідомила про 249830 нових випадків за добу, загальна кількість випадків зросла до 13344898.[12]
- Малайзія повідомила про 5330 нових випадків хвороби, загальна кількість випадків зросла до 4692800. Зареєстровано 3075 одужань, загальна кількість одужань зросла до 4610282. Повідомлено про 10 смертей, кількість померлих зросла до 35995.[13]
- Нова Зеландія повідомила про 6710 нових випадків хвороби, загальна кількість випадків зросла до 1635992. Зареєстровано 9094 одужання, загальна кількість одужань зросла до 1588041. Повідомлено про 26 смертей, кількість померлих зросла до 1589.[14]
- Північна Корея не повідомила про нові випадки хвороби, загальна кількість випадків залишилася на рівні 4772813.[15]
- Сінгапур повідомив про 7231 новий випадок хвороби, загальна кількість зросла до 1736226. Повідомлено про 4 нові смерті, кількість померлих зросла до 1528.[16]
- Тайвань повідомив про 23919 нових випадків хвороби, загальна кількість випадків зросла до 4593102. Повідомлено про 32 нових смерті, кількість померлих зросла до 6772.[17]

### 4 серпня
- Японія повідомила про 233710 нових випадків за добу, загальна кількість випадків зросла до 13583608.
- Малайзія повідомила про 4413 нових випадків хвороби, внаслідок чого загальна кількість випадків досягла 4697213. Зареєстровано 3394 одужання, загальна кількість одужань зросла до 4613676. Зареєстровано 3 смерті, кількість померлих зросла до 36003.[18]
- Нова Зеландія повідомила про 6362 нові випадки хвороби, загальна кількість випадків зросла до 1642334. Зареєстровано 7914 одужань, загальна кількість одужань зросла до 1595955. Зареєстровано 14 смертей, кількість померлих зросла до 1603 осіб.[19]
- Північна Корея не повідомила про нові випадки хвороби, загальна кількість випадків становила 4772813.[20]
- Сінгапур повідомив про 6648 нових випадків хвороби, загальна кількість випадків зросла до 1742874. Повідомлено про 3 нових смерті, кількість померлих зросла до 1531.[21]

### 5 серпня
- У Франції кількість випадків хвороби перевищила 34 мільйони.[22]
- Японія повідомила про 233769 нових випадків хвороби за добу, загальна кількість випадків зросла до 13835049.[23]
- Малайзія повідомила про 3927 нових випадків хвороби, загальна кількість випадків зросла до 4701140. Зареєстровано 4949 одужань, загальна кількість одужань зросла до 4618625. Повідомлено про 6 смертей, кількість померлих зросла до 36009.[24]
- Нова Зеландія повідомила про 5505 нових випадків хвороби, загальна кількість випадків зросла до 1647826. Зареєстровано 7881 одужання, загальна кількість одужань зросла до 1603836. Повідомлено про 21 смерть, кількість померлих зросла до 1624.[25]
- Північна Корея не повідомила про нові випадки протягом останнього тижня, у країні було зареєстровано 4772813 випадків хвороби.[26]
- Сінгапур повідомив про 6270 нових випадків хвороби, загальна кількість випадків зросла до 1749144. Повідомлено про 3 нові смерті, внаслідок чого кількість померлих зросла до 1534.[27]
- Гравець професійного бейсбольного клубу «Ханшин Тигри» з Японії Юсуке Ояма отримав позитивний тест на COVID-19.

### 6 серпня
- У Бразилії кількість випадків COVID-19 перевищила 34 мільйони.
- Канада повідомила про 1070 нових випадків хвороби і 12 нових смертей.
- Японія повідомила про 227563 нові випадки хвороби за добу, перевищивши поріг у 14 мільйонів випадків хвороби, загальна кількість випадків зросла до 14162662.[28]
- Малайзія повідомила про 4684 нові випадки хвороби, загальна кількість випадків зросла до 4705824. Зареєстровано 4275 одужань, загальна кількість одужань зросла до 4622900. Зареєстровано 11 смертей, кількість померлих зросла до 36020.[29]
- Нова Зеландія повідомила про 4894 нові випадки хвороби, загальна кількість випадків зросла до 1652711. Зареєстровано 6444 одужання, загальна кількість одужань зросла до 1610280. Зареєстровано 14 смертей, кількість померлих зросла до 1638.[30]
- Північна Корея повідомила про 6 підозрюваних випадків, але жодного нового випадку хвороби не зареєстровано, загальна кількість випадків залишилася на рівні 4772813.[31]
- Сінгапур повідомив про 5633 нові випадки хвороби, загальна кількість випадків зросла до 1754777. Повідомлено про 2 нові смерті, внаслідок чого кількість померлих зросла до 1536.[32]

### 7 серпня
- Малайзія повідомила про 2728 нових випадків хвороби, загальна кількість випадків зросла до 4708552. Зареєстровано 3856 одужань, загальна кількість одужань зросла до 4626756. Зареєстровано 6 смертей, кількість загиблих зросла до 36026.[33]
- Канада повідомила про 753 нові випадки хвороби та 4 нові смерті.
- Нова Зеландія повідомила про 3522 нові випадки хвороби, загальна кількість випадків зросла до 1656229. Зареєстровано 4692 одужання, загальна кількість одужань зросла до 1614972. Кількість померлих залишилася на рівні 1638.[34]
- Північна Корея не повідомила про нові випадки хвороби, загальна кількість випадків залишилася на рівні 4772813.[35]
- Сінгапур повідомив про 4798 нових випадків хвороби, внаслідок чого загальна кількість випадків досягла 1759575. Повідомлено про 3 нові смерті, внаслідок чого кількість померлих зросла до 1539.[36]
- Австралійська крикетистка Талія Макграт отримала позитивний результат тесту на COVID-19, але їй все ще дозволено зіграти фінальний матч збірної Австралії проти збірної Індії на Іграх Співдружності 2022 року.[37]

### 8 серпня
- Малайзія повідомила про 2863 нові випадки хвороби, загальна кількість випадків зросла до 4711415. Зареєстровано 4752 одужання, загальна кількість одужань зросла до 4631508. Зареєстровано 6 смертей, кількість померлих зросла до 36032.[38]
- Канада повідомила про 776 нових випадків хвороби і 6 нових смертей.
- Нова Зеландія повідомила про 4174 нові випадки хвороби, загальна кількість випадків зросла до 1660402. Зареєстровано 5329 одужань, загальна кількість одужань зросла до 1620301. Кількість померлих залишилася на рівні 1638.[39]
- Нова Зеландія повідомила про 4174 нові випадки хвороби, загальна кількість випадків зросла до 1660402. Зареєстровано 5329 одужань, загальна кількість одужань зросла до 1620301. Кількість померлих залишилася на рівні 1638.[39]
- Маршаллові Острови повідомили про 6 нових випадків хвороби, це перший випадок місцевої передачі хвороби з жовтня 2020 року.[40][41]
- Північна Корея не повідомила про нові випадки хвороби, загальна кількість випадків зросла до 4772813.[42]
- Сінгапур повідомив про 3541 новий випадок хвороби, загальна кількість випадків зросла до 1763116. Повідомлено про 2 нові смерті, внаслідок чого кількість померлих зросла до 1541.[43]

### 9 серпня
- Чехія переступила поріг у 4 мільйони випадків хвороби, ставши 35-ю країною з такою кількістю випадків.[44]
- Канада повідомила про 2021 новий випадок і 25 смертей.
- Малайзія повідомила про 3083 нові випадки хвороби, загальна кількість випадків зросла до 4714498. Зареєстровано 4229 одужань, загальна кількість одужань зросла до 4635737. Зареєстровано 12 смертей, кількість померлих зросла до 36044.[45]
- Нова Зеландія повідомила про 6142 нові випадки хвороби, загальна кількість випадків зросла до 1666539. Зареєстровано 7343 одужання, загальна кількість одужань зросла до 1627644. Було зареєстровано 50 смертей, кількість померлих зросла до 1688.[46]
- Північна Корея не повідомила про нові випадки хвороби, загальна кількість випадків залишилась на рівні 4772813.[47]
- Сінгапур повідомив про 7965 нових випадків хвороби, загальна кількість випадків зросла до 1771081. Повідомлено про одну нову смерть, внаслідок чого кількість померлих зросла до 1542.[48]
- В Об'єднаних Арабських Еміратах кількість випадків перевищила 1 мільйон.[49]
- У США кількість випадків перевищила 94 мільйони.[50]

### 10 серпня
Щотижневий звіт ВООЗ:
- В Угорщині кількість випадків COVID-19 перевищила 2 мільйони.
- Канада повідомила про 2977 нових випадків хвороби і 40 нових смертей.
- Японія повідомила про 250403 нові випадки хвороби за добу, загальна кількість випадків зросла до 14861375.[52]
- Малайзія повідомила про 4896 нових випадків хвороби, загальна кількість випадків зросла до 4719394. Зареєстровано 2979 одужань, загальна кількість одужань зросла до 4638716. Зареєстровано 12 смертей, кількість померлих зросла до 36056.[53]
- Нова Зеландія повідомила про 5397 нових випадків хвороби, загальна кількість випадків зросла до 1671922. Зареєстровано 6683 одужання, загальна кількість одужань зросла до 1634327. Зареєстровано 17 смертей, кількість померлих зросла до 1705.[54]
- Північна Корея не повідомила про нові випадки хвороби, загальна кількість випадків залишилася на рівні 4772813.[55]
- Сінгапур повідомив про 2305 нових випадків хвороби, внаслідок чого загальна кількість випадків досягла 1773386. Повідомлено про одну нову смерть, кількість померлих зросла до 1543.[56]
- Колишній лідер меншості Палати представників Джорджії Стейсі Абрамс отримала позитивний результат тестування на COVID-19.[57]

### 11 серпня
- Японія повідомила про 240205 нових випадків хвороби за добу, та перевищила 15 мільйонів випадків загалом, загальна кількість випадків зросла до 15101580.
- Канада повідомила про 12990 нових випадків хвороби і 180 нових смертей.[58]
- Малайзія повідомила про 4831 новий випадок хвороби, загальна кількість випадків зросла до 4724225. Зареєстровано 3362 одужання, загальна кількість одужань зросла до 4642078. Повідомлено про 10 смертей, кількість померлих зросла до 36066.[59]
- Нова Зеландія повідомила про 5022 нові випадки хвороби, загальна кількість випадків зросла до 1676938. Зареєстровано 6317 одужань, загальна кількість одужань зросла до 1640644. Зареєстровано 21 смерть, кількість померлих зросла до 1726.[60]
- У Перу кількість випадків COVID-19 перевищила 4 мільйони.
- Сінгапур повідомив про 7776 нових випадків хвороби, загальна кількість випадків зросла до 1781162. Повідомлено про 3 нові смерті, внаслідок чого кількість померлих досягла 1546.[61]

### 12 серпня
- Малайзія повідомила про 3943 нових випадки хвороби, загальна кількість випадків зросла до 4728168. Зареєстровано 4645 одужань, загальна кількість одужань зросла до 4646723. Повідомлено про 4 смерті, кількість померлих зросла до 36070.[62]
- Канада повідомила про 4816 нових випадків хвороби і 32 нових смерті.
- Нова Зеландія повідомила про 4288 нових випадків хвороби, загальна кількість випадків зросла до 1681209. Зареєстровано 5487 одужань, загальна кількість одужань зросла до 1646131. Зареєстровано 7 смертей, кількість померлих зросла до 1733 осіб.[63]
- Сінгапур повідомив про 5481 новий випадок хвороби, загальна кількість випадків зросла до 1786643. Повідомлено про 6 нових смертей, кількість померлих зросла до 1552.[64]
- Південна Корея повідомила про 128671 новий випадок хвороби, перевищивши 21 мільйон випадків загалом, загальна кількість зросла до 21111840.
- Квотербек «Міннесота Вайкінгс» Кірк Казінс дав позитивний результат на COVID-19.[65]

### 13 серпня
- Малайзія повідомила про 4334 нові випадки хвороби, внаслідок чого загальна кількість випадків досягла 4732502. Зареєстровано 5082 одужання, загальна кількість одужань зросла до 4651805. Повідомлено про 10 смертей, кількість померлих зросла до 36080.[66]
- Нова Зеландія повідомила про 3742 нові випадки хвороби, загальна кількість випадків зросла до 1684946. Було зареєстровано 4881 нове одужання, загальна кількість одужань зросла до 1651012. Повідомлено про 17 смертей, кількість померлих зросла до 1750.[67]
- Сінгапур повідомив про 4403 нові випадки хвороби, загальна кількість випадків зросла до 1791046. Повідомлено про 4 нові смерті, кількість померлих зросла до 1556.[68]
- Президент Індійського національного конгресу Соня Ганді вдруге отримала позитивний результат тесту на COVID-19.[69]

### 14 серпня
- Малайзія повідомила про 3045 нових випадків хвороби, загальна кількість випадків зросла до 4735547. Зареєстровано 4226 одужань, загальна кількість одужань зросла до 4656031. Повідомлено про 5 смертей, кількість померлих зросла до 36085.[70]
- Нова Зеландія повідомила про 2762 нові випадки хвороби, загальна кількість випадків зросла до 1687705. Зареєстровано 3647 одужань, загальна кількість одужань зросла до 1654659. Кількість померлих залишилася на рівні 1750.[71]
- Сінгапур повідомив про 3023 нові випадки хвороби, загальна кількість випадків зросла до 1794069. Повідомлено про 3 нові смерті, внаслідок чого кількість померлих досягла 1559.[72]

### 15 серпня
- Малайзія повідомила про 2437 нових випадків хвороби, загальна кількість випадків зросла до 4737984. Зареєстровано 3658 одужань, загальна кількість одужань зросла до 4659688. Повідомлено про 8 смертей, кількість померлих зросла до 36093.[73]
- Нова Зеландія повідомила про 3556 нових випадків хвороби, загальна кількість випадків зросла до 1691261. Зареєстровано 4050 одужань, загальна кількість одужань зросла до 1658709. Кількість померлих залишилася на рівні 1750.[74]
- Сінгапур повідомив про 2665 нових випадків хвороби, внаслідок чого загальна кількість випадків досягла 1796734. Повідомлено про одну нову смерть, кількість померлих зросла до 1560.[75]
- Генеральний директор компанії «Pfizer» Альберт Бурла отримав позитивний тест на COVID-19.[76]

### 16 серпня
- Малайзія повідомила про 3429 нових випадків хвороби, загальна кількість випадків зросла до 4741413. Зареєстровано 4882 одужання, загальна кількість одужань зросла до 4664570. Повідомлено про 9 смертей, кількість померлих зросла до 36102.[77]
- Канада повідомила про 7074 нових випадки хвороби та 58 нових смертей
- Нова Зеландія повідомила про 4980 нових випадків хвороби, загальна кількість випадків зросла до 1696239. Зареєстровано 6078 одужань, загальна кількість одужань зросла до 1664787. Повідомлено про 32 смерті, кількість померлих зросла до 1782.[78]
- Сінгапур повідомив про 5202 нові випадки хвороби, загальна кількість випадків зросла до 1801936. Повідомлено про 5 нових смертей, кількість померлих зросла до 1565.[79]
- У першої леді США Джилл Байден виявили COVID-19.[80]

### 17 серпня
Щотижневий звіт ВООЗ:
- Японія повідомила про 231499 нових випадків хвороби за добу, що перевищило 16 мільйонів випадків загалом, загальна кількість випадків зросла до 16161801.[82]
- Малайзія повідомила про 3516 нових випадків хвороби, загальна кількість випадків зросла до 4744929. Зареєстровано 2541 одужання, загальна кількість одужань зросла до 4667111. зареєстровано 15 смертей, кількість померлих зросла до 36117.[83]
- Канада повідомила про 2875 нових випадків хвороби і 41 нову смерть.
- Нова Зеландія повідомила про 4673 нові випадки хвороби, загальна кількість випадків зросла до 1700900. Зареєстровано 5379 одужань, загальна кількість одужань зросла до 1670166. Повідомлено про 12 смертей, кількість померлих зросла до 1794.[84]
- Сінгапур повідомив про 3762 нові випадки хвороби, загальна кількість випадків зросла до 1805698. Повідомлено про 2 нові смерті, внаслідок чого кількість померлих зросла до 1567.[85]
- У Сполучених Штатах Америки кількість випадків хвороби перевищила 95 мільйонів.[86]

### 18 серпня
- Японія повідомила про 255534 нові випадки хвороби за добу, що є другим показником за кількістю випадків за добу після початку пандемії, загальна кількість випадків зросла до 16423053.[87]
- Канада повідомила про 9180 нових випадків хвороби і 119 нових смертей.
- Малайзія повідомила про 4071 новий випадок хвороби, загальну кількість випадків зросла до 4749000. Повідомлено про 3289 одужань, загальна кількість одужань зросла до 4670400. Зареєстровано 7 смертей, кількість померлих зросла до 36124.[88]
- Нова Зеландія повідомила про 4704 нові випадки хвороби, загальна кількість випадків зросла до 1705597. Зареєстровано 5054 одужання, загальна кількість одужань зросла до 1675220. Зареєстровано 13 смертей, кількість померлих зросла до 1807.[89]
- Росія повідомила про 35809 нових випадків хвороби, і перевищила загальну кількість випадків у 19 мільйонів, кількість випадків зросла до 19000055. Також повідомлено про ще 62 смерті, внаслідок чого кількість померлих досягла 383362.[90]
- Сінгапур повідомив про 3553 нові випадки хвороби, загальна кількість випадків зросла до 1809251. Повідомлено про 5 нових смертей, кількість померлих зросла до 1572.[91]
- У Швейцарії кількість випадків COVID-19 перевищила 4 мільйони.

### 19 серпня
- Японія повідомила про 261029 нових випадків хвороби за добу, найбільша кількість випадків за добу з початку пандемії, внаслідок чого загальна кількість випадків досягла 16684082.[92]
- Китай повідомив про 2752 нових випадки хвороби.
- Канада повідомила про 5760 нових випадків хвороби і 82 нових смерті.
- Малайзія повідомила про 3490 нових випадків хвороби, внаслідок чого загальна кількість випадків досягла 4752490. Зареєстровано 3193 одужання, загальна кількість одужань зросла до 4673593. Повідомлено про 6 смертей, кількість померлих зросла до 36130.[93]
- Нова Зеландія повідомила про 3949 нових випадків хвороби, загальна кількість випадків зросла до 1709541. Зареєстровано 4319 одужань, загальна кількість одужань зросла до 1679539. Повідомлено про 8 смертей, кількість померлих зросла до 1815.[94]
- Сінгапур повідомив про 3004 нові випадки хвороби, загальна кількість випадків зросла до 1812255. Повідомлено про 4 нові смерті, кількість померлих зросла до 1576.[95]
- Південна Корея повідомила про 138741 новий випадок хвороби, перевищивши показник у 22 мільйони випадків загалом, загальна кількість випадків зросла до 22000037.[96]
- Американський музикант Тревіс Баркер отримав позитивний результат тестування на COVID-19.[97]

### 20 серпня
- Японія повідомила про 253265 нових випадків за добу, що стало третім показником кількості випадків з початку пандемії. На той час загальна кількість становила 16921653.[98]
- Китайська Народна Республіка повідомила про 2128 нових випадків хвороби.
- Канада повідомила про 854 нові випадки хвороби та 15 нових смертей.
- Малайзія повідомила про 2798 нових випадків хвороби, загальна кількість випадків зросла до 4755288. Зареєстровано 4669 одужань, загальна кількість одужань зросла до 4678262. Повідомлено про 6 смертей, кількість померлих зросла до 36136.[99]
- Нова Зеландія повідомила про 3425 нових випадків хвороби, загальна кількість випадків зросла до 1712957. Було зареєстровано 3712 одужань, загальна кількість одужань зросла до 1683251. Повідомлено про 9 смертей, кількість померлих зросла до 1824.[100]
- Сінгапур повідомив про 2660 нових випадків хвороби, внаслідок чого загальна кількість випадків досягла 1814915. Повідомлено про 2 нові смерті, внаслідок чого кількість померлих зросла до 1578.[101]
- Тайвань повідомив про 21925 нових випадків хвороби за добу, перевищивши 5 мільйонів випадків загалом, кількість випадків зросла до 5020895. Повідомлено про 36 нових смертей, кількість померлих зросла до 9608.[102]
- За даними Університету Джонса Гопкінса, загальна кількість випадків COVID-19, зареєстрованих у всьому світі, досягла позначки в 600 мільйонів.[103]

### 21 серпня
- Японія повідомила про 226171 новий випадок хвороби за добу, перевищивши 17 мільйонів випадків загалом, загальна кількість випадків зросла до 16921653.[104]
- Канада повідомила про 621 новий випадок хвороби і відсутність смертей.
- Малайзія повідомила про 2464 нові випадки хвороби, загальна кількість випадків зросла до 4757752. Зареєстровано 4427 одужань, загальна кількість одужань зросла до 4682689. Було повідомлено про 9 смертей, кількість померлих зросла до 36145.[105]
- Нова Зеландія повідомила про 2216 нових випадків хвороби, загальна кількість випадків зросла до 1715165. Зареєстровано 2909 одужань, загальна кількість одужань зросла до 1686160. Кількість померлих залишилася на рівні 1824.[106]
- Сінгапур повідомив про 1951 новий випадок хвороби, загальна кількість випадків зросла до 1816866. Повідомлено про 2 нові смерті, внаслідок чого кількість померлих зросла до 1580.[107]
- Прем'єр-міністр Японії Фуміо Кісіда отримав позитивний результат на COVID-19.[108]

### 22 серпня
- Метадослідження, опубліковане в JAMA Network Open, показало, що інкубаційні періоди для варіантів Альфа, Бета, Дельта та Омікрон становили 5,00, 4,50, 4,41 і 3,42 дня відповідно (із зведеним середнім значенням 6,57)[109]; доктор Грегорі Поланд із клініки Мейо зазначив, що якби варіант Омікрон з'явився вперше у 2020 році, «… ми б не говорили про те, що 1 із 308 американців помер, ми б, ймовірно, говорили про 1 із з 200».[110]
- Малайзія повідомила про 2078 нових випадків хвороби, загальна кількість випадків зросла до 4759830. Зареєстровано 3290 одужань, загальна кількість одужань зросла до 4685979. Повідомлено про 10 смертей, кількість померлих зросла до 36155.[111]
- Канада повідомила про 648 нових випадків хвороби і одну нову смерть.
- Нова Зеландія повідомила про 2846 нових випадків хвороби, внаслідок чого загальна кількість випадків досягла 1718009. Зареєстровано 3416 одужань, загальна кількість одужань зросла до 1689576. Кількість померлих залишилася на рівні 1824.[112]
- Сінгапур повідомив про 1694 нові випадки хвороби, загальна кількість випадків зросла до 1818560. Повідомлено про 4 нові смерті, кількість померлих зросла до 1584.[113]

### 23 серпня
- Японія повідомила про 317 нових смертей за добу, що стало другим показником за кількістю офіційно зареєстрованих смертей з початку пандемії, внаслідок чого кількість смертей досягла 37620.[114]
- Канада повідомила про 3572 нові випадки хвороби та 21 нову смерть.
- Малайзія повідомила про 2722 нові випадки хвороби, загальна кількість випадків зросла до 4762552. Зареєстровано 4856 одужань, загальна кількість одужань зросла до 4690835. Зареєстровано 11 смертей, кількість померлих зросла до 36166.[115]
- Нова Зеландія повідомила про 3832 нові випадки хвороби, загальна кількість випадків зросла до 1721836. Зареєстровано 4955 одужань, загальна кількість одужань зросла до 1694531. Зареєстровано 17 смертей, кількість померлих зросла до 1841.[116]
- Сінгапур повідомив про 3627 нових випадків хвороби, загальна кількість випадків зросла до 1822187.[117]
- Індійський тренер з крикету Рахул Дравід отримав позитивний результат тесту на COVID-19, і мав прибути на Кубок Азії 2022 року пізніше.[118]

### 24 серпня
Щотижневий звіт ВООЗ:
- Малайзія повідомила про 2636 нових випадків хвороби, внаслідок чого загальна кількість випадків досягла 4765188. Зареєстровано 3206 одужань, загальна кількість одужань зросла до 4694041. Зареєстровано 11 смертей, кількість померлих зросла до 36177.[120]
- Канада повідомила про 3777 нових випадків хвороби і 82 нових смерті.
- Нова Зеландія повідомила про 3287 нових випадків хвороби, внаслідок чого загальна кількість випадків досягла 1725110. Зареєстровано 4662 одужання, загальна кількість одужань зросла до 1699193. Було повідомлено про 4 смерті, кількість померлих зросла до 1845.[121]
- Сінгапур повідомив про 2645 нових випадків хвороби, внаслідок чого загальна кількість випадків досягла 1824832. Повідомлено про 2 нові смерті, внаслідок чого кількість померлих досягла 1586.[122]
- Перша леді США Джилл Байден вдруге отримала позитивний результат тесту на COVID-19 в процесі одужання.[123]

### 25 серпня
- Малайзія повідомила про 3206 нових випадків хвороби, загальна кількість випадків зросла до 4768394. Зареєстровано 2180 одужань, загальна кількість одужань зросла до 4696221. Зареєстровано 8 смертей, кількість померлих зросла до 36185.[124]
- Канада повідомила про 7433 нові випадки хвороби та 144 нових смерті.
- Нова Зеландія повідомила про 2922 нові випадки хвороби, загальну кількість випадків зросла до 1728018. Зареєстровано 4620 одужань, загальна кількість одужань зросла до 1703813. Кількість померлих залишилася на рівні 1845.[125]
- Сінгапур повідомив про 2397 нових випадків хвороби, внаслідок чого загальна кількість випадків досягла 1827229. Повідомлено про одну нову смерть, кількість померлих зросла до 1587.[126]

### 26 серпня
- У Німеччині кількість випадків COVID-19 перевищила 32 мільйони.[127]
- Японія повідомила про 192413 нових випадків хвороби за день, перевищивши 18 мільйонів випадків з початку пандемії, загальна кількість випадків зросла до 18176210.[128]
- Канада повідомила про 3977 нових випадків хвороби і 46 нових смертей.
- Малайзія повідомила про 3118 нових випадків хвороби, загальна кількість випадків зросла до 4771512. Зареєстровано 3363 одужання, загальну кількість одужань зросла до 4699584. Зареєстровано 6 смертей, кількість померлих зросла до 36191.[129]
- У Мексиці кількість випадків COVID-19 перевищила 7 мільйонів.
- Нова Зеландія повідомила про 2488 нових випадків хвороби, внаслідок чого загальна кількість випадків досягла 1730494. Зареєстровано 3872 одужання, загальна кількість одужань зросла до 1707685. Зареєстровано 20 смертей, кількість померлих зросла до 1865.[130]
- Ніуе повідомило про 5 нових випадків хвороби, загальна кількість активних випадків хвороби зросла до 11.[131]
- У Сінгапурі повідомили про 2132 нові випадки хвороби, загальна кількість випадків зросла до 1829361. Повідомлено про одну нову смерть, кількість померлих зросла до 1588.[132]
- Державний секретар штату Іллінойс Джессі Вайт отримав позитивний результат тестування на COVID-19.[133]

### 27 серпня
- Малайзія повідомила про 2491 новий випадок хвороби, загальна кількість випадків зросла до 4774003. Зареєстровано 3715 одужань, загальна кількість одужань зросла до 4703299. Зареєстровано 5 смертей, кількість померлих зросла до 36196.[134]
- Канада повідомила про 748 нових випадків хвороби і 9 нових смертей.
- Нова Зеландія повідомила про 2279 нових випадків хвороби, внаслідок чого загальна кількість випадків досягла 1732765. Зареєстровано 3407 одужань, загальна кількість одужань зросла до 1711092. Зареєстровано 4 смерті, кількість померлих зросла до 1869.[135]
- Сінгапур повідомив про 1971 новий випадок хвороби, загальна кількість випадків зросла до 1831332. Повідомлено про 2 нові смерті, внаслідок чого кількість померлих зросла до 1590.[136]

### 28 серпня
- Малайзія повідомила про 2191 новий випадок хвороби, загальна кількість випадків зросла до 4776194. 3796 хворі одужали, загальна кількість одужань зросла до 4707095. Зареєстровано 2 смерті, кількість померлих зросла до 36198.[137]
- Канада повідомила про 550 нових випадків хвороби і одну нову смерть.
- Нова Зеландія повідомила про 1394 нові випадки хвороби, загальна кількість випадків зросла до 1734157. Зареєстровано 2335 одужань, загальна кількість одужань зросла до 1713427. Кількість померлих залишилася на рівні 1869.[138]
- Сінгапур повідомив про 1448 нових випадків хвороби, загальна кількість випадків зросла до 1832780. Повідомлено про одну нову смерть, внаслідок чого кількість померлих зросла до 1591.[139]
- У Сполучених Штатах Америки кількість випадків перевищила 96 мільйонів.[140]

### 29 серпня
- В Австралії кількість випадків COVID-19 перевищила 10 мільйонів.[141]
- Канада повідомила про 480 нових випадків хвороби, нових смертей не зареєстровано.
- Малайзія повідомила про 1946 нових випадків хвороби, внаслідок чого загальна кількість випадків досягла 4778140. Зареєстровано 3271 одужання, загальна кількість одужань зросла до 4710366. Зареєстровано 8 смертей, кількість померлих зросла до 36206.[142]
- Нова Зеландія повідомила про 1749 нових випадків хвороби, внаслідок чого загальна кількість випадків досягла 1735902. Зареєстровано 2728 одужань, загальна кількість одужань зросла до 1716155. Кількість померлих залишилася на рівні 1869.[143]
- Сінгапур повідомив про 1410 нових випадків хвороби, внаслідок чого загальна кількість випадків досягла 1834190.[144]
- Південна Корея повідомила про 43142 нових випадки хвороби, перевищивши 23 мільйони випадків загалом, загальна кількість випадків зросла до 23026960.[145]

### 30 серпня
- У Малайзії повідомили про 2144 нові випадки хвороби, загальна кількість випадків зросла до 4780284. Зареєстровано 2549 одужань, загальна кількість одужань зросла до 4712915. Зареєстровано 4 смерті, кількість померлих зросла до 36210.[146]
- Канада повідомила про 3963 нові випадки хвороби та 53 нові смерті.
- Нова Зеландія повідомила про 2592 нові випадки хвороби, загальна кількість випадків зросла до 1738492. Зареєстровано 3806 одужань, загальна кількість одужань зросла до 1719961. Зареєстровано 15 смертей, кількість померлих зросла до 1884.[147]
- Сінгапур повідомив про 2900 нових випадків хвороби, внаслідок чого загальна кількість випадків досягла 1837090. Повідомлено про одну нову смерть, внаслідок чого кількість померлих зросла до 1592.[148]

### 31 серпня
Щотижневий звіт ВООЗ:
- Малайзія повідомила про 2340 нових випадків хвороби, внаслідок чого загальна кількість випадків досягла 4782624. Зареєстровано 2502 одужання, загальна кількість одужань зросла до 4715417. Зареєстровано 6 смертей, кількість померлих зросла до 36216.[150]
- Канада повідомила про 2012 нових випадків хвороби і 53 нові смерті.
- Нова Зеландія повідомила про 2353 нові випадки хвороби, загальна кількість випадків зросла до 1740840. Зареєстровано 3271 одужання, загальна кількість одужань зросла до 1723232. Зареєстровано 9 смертей, кількість померлих зросла до 1893.[151]
- У Сінгапурі повідомили про 2154 нові випадки хвороби, загальна кількість випадків зросла до 1839244.[152]
- Колишній прем'єр-міністр Малайзії Махатхір Мохамад отримав позитивний тест на COVID-19.[153]
- За словами організатора гонки Вуельта Іспанії 2022 року велогонщики Саймон Єйтс з команди «Team BikeExchange-Jayco» і Сем Беннетт з команди «Bora-Hansgrohe» отримали позитивний результат тесту на COVID-19, і відмовилися від участі в наступних етапах велоперегонів.[154][155]

## Резюме
Станом на кінець серпня лише такі країни та території не повідомляли про випадки зараження SARS-CoV-2:
Азія
- Туркменістан

Океанія
- Токелау